# Font del Llop (Argentona)
La Font del Llop es troba al Parc de la Serralada Litoral, la qual és la font més rústica i senzilla del susdit parc.
Gairebé sempre seca, l'aigua regalima sense broc per les parets d'una cavitat feta al pendent de la muntanya. A terra, només hi ha un bassal de fang i unes poques pedres arrenglerades per delimitar la tolla. No obstant això, el camí sembrat de bruc i l'esplèndida vista sobre Burriac que hi ha a pocs metres justifiquen la visita.
És ubicada a Argentona, al paratge anomenat de la Feu. Situats al coll de la Gironella (Sanatori de la Mútua Metal·lúrgica, Cabrils), en el punt on s'acaba l'asfalt, seguim 860 metres per la pista en direcció est, fins a trobar un camí a la dreta. Continuem 860 metres més per aquest camí fins a arribar al revolt tancat del Xaragall de la Brolla d'en Nadal. Seguim 100 metres més i trobarem a la dreta un curt rastre de corriol que duu a la font. És la font del municipi que està enclavada a més alçada; gairebé es troba al cim de la muntanya de la Feu.
La línia divisòria de termes d'Argentona i Cabrera de Mar passa pel Turó de la Cirera, Roques d'en Vivó cap al Castell de Burriac. Això fa que la distància de la Font del Llop fins a la fita de termes sigui d'uns cent metres horitzontals (en sentit sud-est. Aquest fet provoca confusió entre autors a l'hora d'incloure la font en un terme o un altre. Segons el mapa topogràfic de l'ICGC la Font del Llop és a Argentona.